# Gmina Chęciny
Die Gmina Chęciny ist eine Stadt-und-Land-Gemeinde im Powiat Kielecki der Woiwodschaft Heiligkreuz in Polen. Ihr Sitz ist die gleichnamige Stadt mit etwa 4400 Einwohnern.

## Geschichte

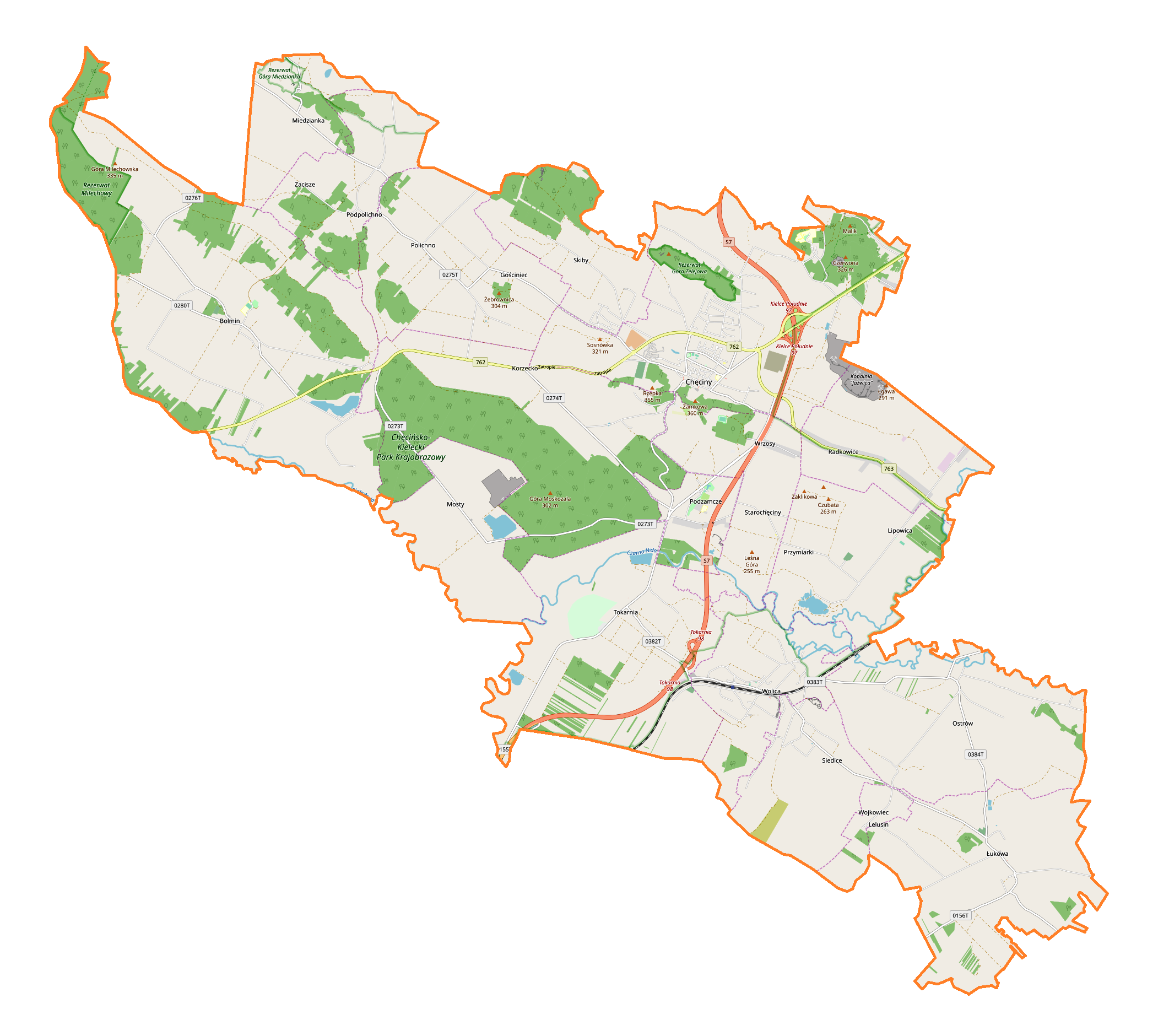
Karte der Gemeinde

Nach einer Verwaltungsreform wurde die Gemeinde von 1975 bis 1998 Teil der neu gebildeten Woiwodschaft Kielce. Nach deren Auflösung wurde sie Teil der Woiwodschaft Heiligkreuz.

## Gliederung
Die Stadt-und-Land-Gemeinde Chęciny hat eine Fläche von 127,6 Quadratkilometern. Zur Landgemeinde gehören, neben der Stadt Chęciny, folgende 18 Dörfer mit Schulzenämtern:
Bolmin, Gościniec, Korzecko, Lipowica, Łukowa, Miedzianka, Mosty, Ostrów, Podpolichno, Polichno, Przymiarki, Radkowice, Skiby, Siedlce, Starochęciny, Tokarnia, Wojkowiec und Wolica.

## Sehenswürdigkeiten

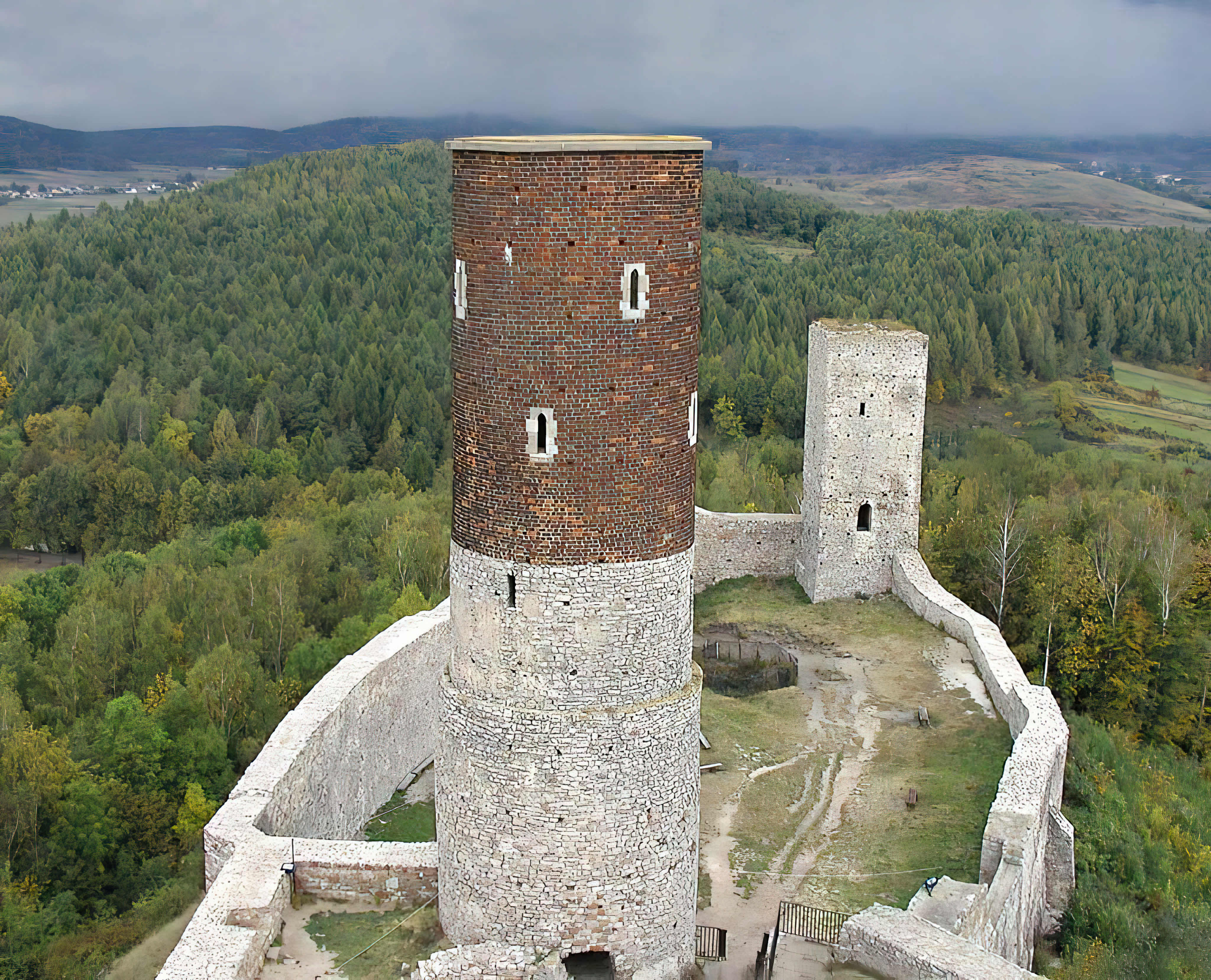
Burgruine von Chęciny

Zu den denkmalgeschützten Sehenswürdigkeiten im Hauptort zählen:
- Burgruine aus dem 13./14. Jahrhundert
- Rathaus, errichtet 1837
- Klosteranlage der Klarissen
- Ehemalige Synagoge und Jüdischer Friedhof

## Verkehr
Die Schnellstraße S7, ein Teil der Europastraße 77 von Warschau nach Krakau, führt von Nord nach Süd durch die Gemeinde. Die Woiwodschaftsstraße DW 762 führt in die etwa zehn Kilometer entfernten Städte Małogoszcz im Westen und Kielce im Nordosten. Die Woiwodschaftsstraße DW 763 führt zur Landesstraße DK 73.
Haltepunkte der Bahn sind im Gemeindegebiet Radkowice und Wolica an der Bahnstrecke Warszawa–Kraków.
Der nächste internationale Flughafen ist Krakau-Balice, etwa 90 Kilometer vom Hauptort der Gemeinde entfernt.